# Marco Werner

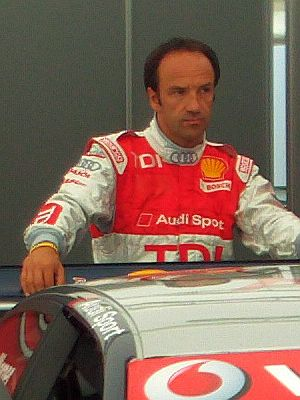
Marco Werner in 2007 op de Norisring, Duitsland.

Marco Werner (Dortmund, 27 april 1966) is een Duits autocoureur.
In het begin van zijn loopbaan eindigde Werner op de tweede plaats in de Formule Opel Euroseries (1989) en de Duitse Formule 3 (1991).
Het lukte Werner niet om de Formule 1 te bereiken, dus zette hij zijn zinnen op langeafstandsraces en toerwagens. Werner deed in de jaren 90 mee aan de Super Tourenwagen Cup en de Porsche Supercup. Hij had echter meer succes in de 24 uur van Daytona die hij won in 1995 met een Kremer-Porsche.
In 2001 ging hij rijden voorAudi Sport Team Joest en werd hij een vaste waarde in de American Le Mans Series. Werner won de 24 uur van Le Mans in 2005 met een Audi R8, en in 2006 en 2007 met een Audi R10.
In 2008, aan het stuur van een Audi R10, behaalde hij met teamgenoot Lucas Luhr, zes overwinningen en acht overwinningen in zijn klasse in de American Le Mans Series en won het kampioenschap in de LMP1-klasse.